# Convento de Santo Domingo (Calanda)

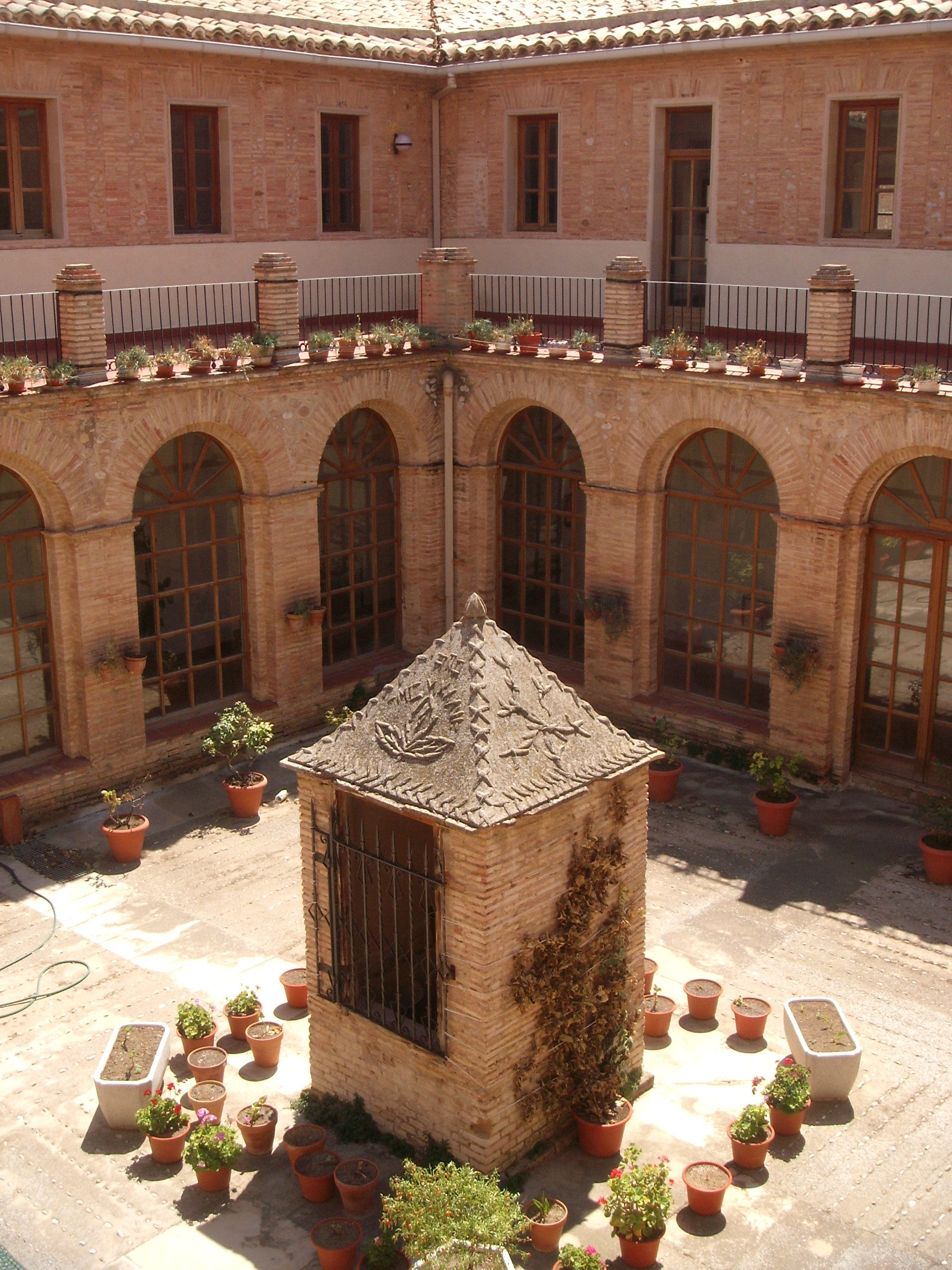
Claustro

El antiguo convento de los Padres Dominicos de Calanda, originalmente Convento de los Padres Carmelitas Descalzos dedicado a Nuestra Señora del Carmen y actual Casa de Cultura de la villa, es un edificio exento, de grandes dimensiones, construido en el año 1912 en estilo barroco. Situado en lo alto de un promontorio en la parte sudoriental de la localidad.
Está catalogado como Bien de Interés Cultural, por Orden de 4 de septiembre de 2008, del Departamento de Educación, Cultura y Deporte, Orden que fue publicada el 24 de septiembre de 2008, en el Boletín Oficial de Aragón.

## Historia
La construcción original, desaparecida, databa de 1760 y se trataba de un convento erigido por los Padres Capuchinos dedicado a San Antonio de Padua.
La fundación del convento capuchino de Calanda tuvo lugar en el año 1750 y fue la última de Aragón por parte de la Orden. Según el padre Ciaurriz, mencionado por el historiador Manuel García Miralles en su Historia de Calanda, la causa de dicha fundación se debe a la generosidad de unos devotos consortes: “Fue construido a expensas de don Antonio Solana y doña María Jimeno, residentes en Zaragoza, y con ayuda del pueblo. Estuvo dedicado a San Antonio de Padua. La iglesia era muy capaz y de tres naves...”. 
Ahora bien, pocos son los datos de los que disponemos. Ni el padre Huesca en su Teatro histórico, ni ningún otro historiador relevante de la época, hace mención alguna de un monasterio del que el historiador Santiago Vidiella decía que, en su conjunto, “era la mejor obra que la Orden tenía en la provincia”.
García Miralles añade: “Sabemos que los referidos cónyuges fundadores eran naturales de Calanda. Un cuadro –existente en la sacristía parroquial hasta la dominación roja de 1936- los representa sosteniendo en sus manos el edificio”. 
El mismo autor recrea en su Historia de Calanda la instalación de la comunidad religiosa: “...fue festejada con la representación de un dance dedicado al Sacramento y San Miguel, escrito para el caso por la poetisa calandina sor Luisa Herrero”.
En el año 1835, y tras 85 años de estancia en el Convento de San Antonio de Padua, como se llamaba, los monjes se marcharon. Con la desamortización, en ese mismo año el convento fue comprado por el pueblo. El padre Ciaurriz así lo señala: “Cuando la expulsión de los religiosos la comunidad se componía de doce sacerdotes, un corista, cuatro legos y cuatro donados. Los religiosos no sufrieron daño alguno en esta ocasión por haber salido del convento antes que llegaran las tropas de Alcañiz...”.
Más tarde, y pese a su estado ruinoso, fue comprado por D. Joaquín Fortón y Dª Justa de Cascajares. Sus nuevos propietarios derribaron los restos del edificio y construyeron, a partir de 1912 una nueva edificación que destinaron a los Padres Carmelitas Descalzos, pese a la reducción de dimensiones del edificio y su estilo moderno. En el año 1921 la orden de los Carmelitas Descalzos abandonó el convento y fue sustituida por la de los Padres Dominicos, quienes en 1925 trasladaron aquí su escuela apostólica que siguió activa hasta 1950, al producirse el abandono definitivo del convento.
Un particular adquirió en edificio y lo utilizó como residencia de trabajadores que estaban destinados en la zona para la construcción de la Central Térmica de Andorra y el Pantano de Calanda.
Finalmente el edificio fue comprado por el Ayuntamiento de Calanda, el cual procedió a su rehabilitación y lo destinó a Casa de la Cultura, y actualmente en él tienen su sede diversas asociaciones locales.
En la década de los años 1990, la población, necesitada de un Instituto de Secundaria, optó por la execrable opción de remodelar gran parte de los interiores, en especial de la primera planta, lo que conllevó eliminar pasillos y tirar tabiques, saldándose con un lamentable ejemplo de la desintegración de sus interiores originales. Dos años después se construyó el Instituto de Secundaria actual y las varias aulas que se hicieron en el convento pasaron a perder cualesquiera sentido al quedar paradas, aunque con el tiempo fueron reutilizadas para otros menesteres.

## Emplazamiento
El convento fue construido a extramuros de la villa en un alto al sureste, donde todavía se alza sobre el solar de la desaparecida construcción de capuchinos otro convento: el que fue de carmelitas y dominicos.
La vista que ofrece el lugar es notable: una panorámica que se rompe al sur, ante las montañas que conforman la Sierra del Tolocha. Abajo -no olvidemos que el convento está sobre una colina- se despliega la huerta calandina, de la que los frailes tenían una nada desdeñable porción de terreno (todavía hoy se conservan algunos restos de la tapia que delimitaba el terreno de unos y otros).

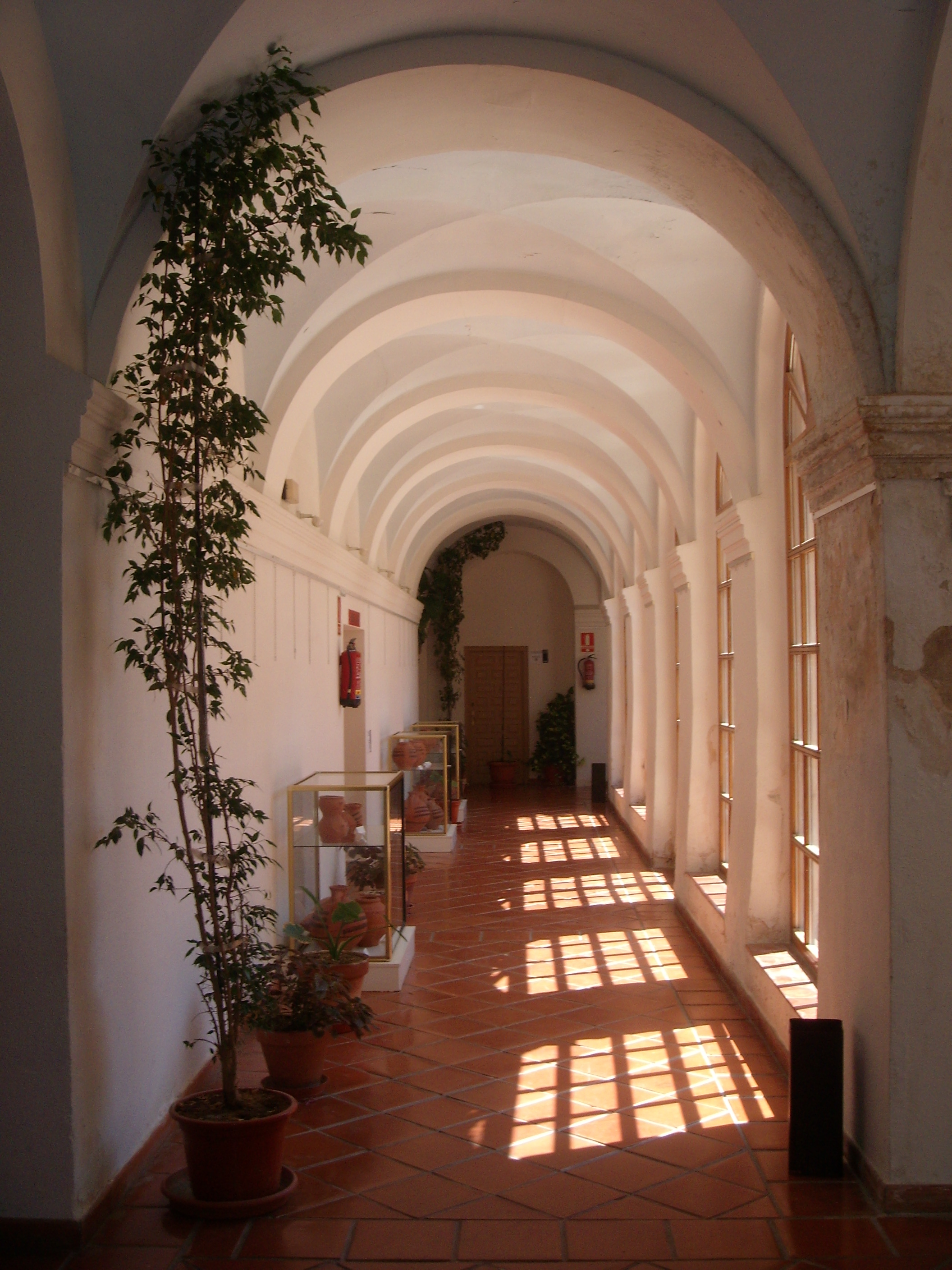
Galería interior de la planta baja de la Casa de Cultura de Calanda.

Por otra parte, la pequeña iglesia del convento, de una nave, se utilizó para hacer de ella un cine, y allí pasó a estar ubicado el Cineclub “Luis Buñuel”, hoy por hoy vigente, y anteriormente emplazado en la plaza de La Hoya. La nulidad del espacio para dicha función se ha saldado con los resultados predecibles: una acústica lamentable y una inclinación del suelo poco menos que inadecuada.

### Descripción
Se trata de un edificio conventual con fábrica de mampostería pero con refuerzo de ladrillo, tratando de conservar el mismo tono que el rejuntado de la piedra. Destaca la sobriedad de su construcción que queda patente es sus austeras fachadas. Pueden observarse en hastial de la iglesia de dos óculos.
Para acceder al edificio se puede utilizar una de las tres puertas de acceso, situadas todas ellas en la fachada principal. Presentan forma de arco de medio punto y diferentes dimensiones, siendo el acceso central de mayor tamaño, y además se diferencia de los que se sitúan a ambos lados, por tener sobre él una hornacina que actualmente está vacía.
Respecto al interior, hay que destacar las transformaciones que ha sufrido el edificio desde su construcción en 1912. De la configuración original solo se conserva su planta, que se desarrolla alrededor del claustro central, el cual presenta planta cuadrada y aljibe en el centro del espacio abierto, delimitado por cuatro pandas de cinco tramos cubiertas con bóvedas de arista. Cada panda se abre al espacio central por medio de cinco arcos de medio punto, actualmente cerrados por medio de unas carpinterías modernas.
La iglesia presenta planta rectangular y una sola nave, y testero recto, estando destinada actualmente a servir como salón de actos de las Casa de la Cultura. Presenta cubierta en bóveda de crucería en todos los tramos en que la nave única aparece dividida.
Por su parte, la capilla de la Comunión, que se encontraba comunicada con la iglesia y también tiene acceso desde el claustro, es uno de los espacios menos transformados de todo el conjunto.
Dos son los tramos de escaleras que acceden a la primera planta. Sendos tramos conservan intactos su apariencia original. El primero consta de cuatro tramos de escaleras y carece de cualquier particularidad. El segundo es muy discreto en proporciones y está situado en la parte trasera del convento, siendo apenas transitado.
La primera planta, pese a ser la más masacrada, ofrece lugares de interés, como es el caso de la antigua iglesia, hoy cine, y cuyo perímetro sigue intacto. Allí donde estuvo el altar y el retablo de Ntra. Sra. del Carmen (destruidos durante la guerra civil española) y posteriormente los Padres Dominicos colocan, sobre tres ménsulas, las imágenes de Santo Domingo de Guzmán, La Virgen del Rosario y Santa Rosa de Lima (trasladadas en 1950 a la iglesia parroquial de Ntra. Sra. de la Esperanza) aparecen hoy la pantalla sobre la que se proyectan las películas y un pequeño entarimado que en ocasiones sirve de escenario para algunas representaciones teatrales. 

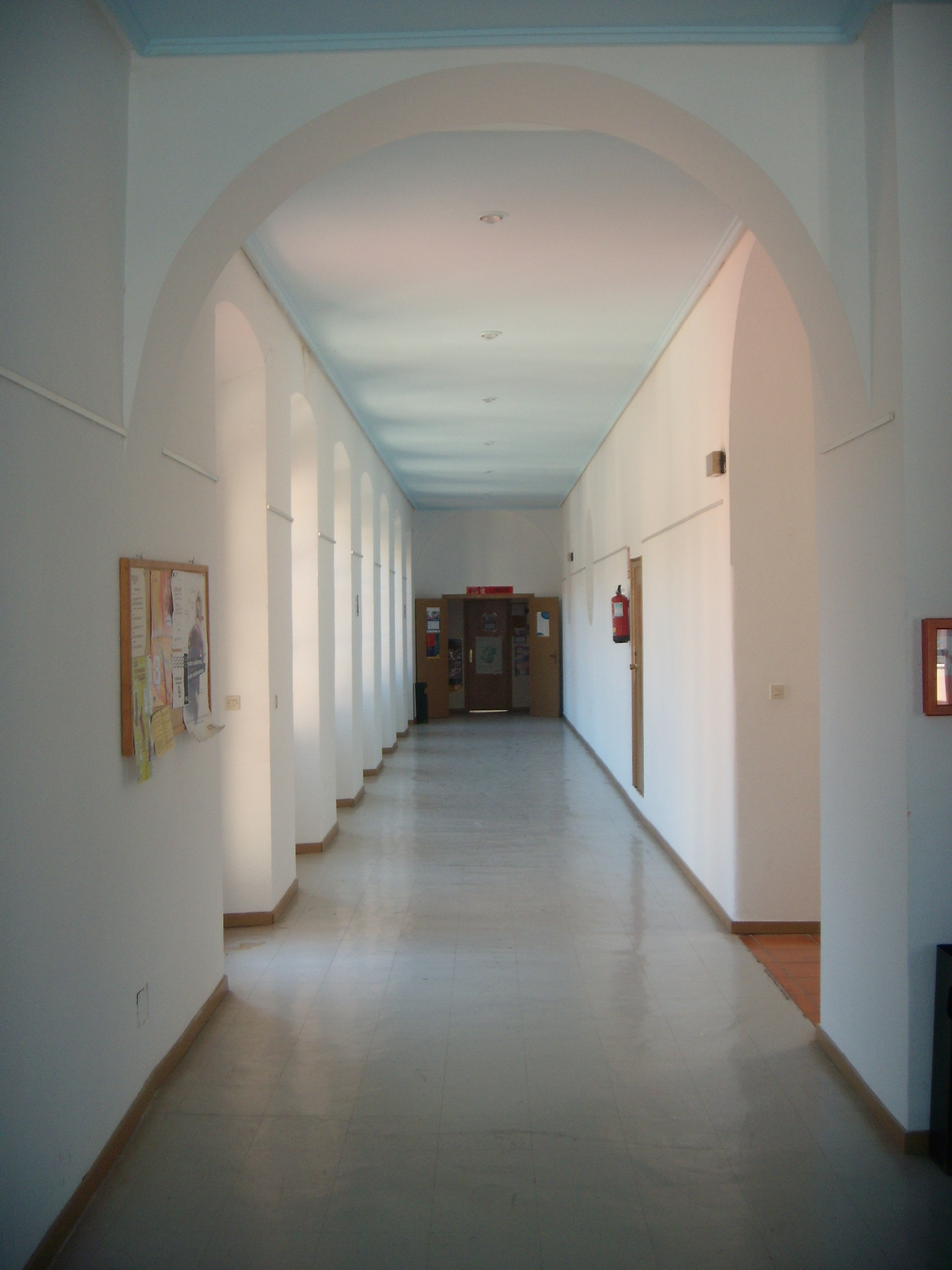
Uno de los pasillos de la Casa de Cultura de Calanda.

Rodeando la balconada que da al claustro estaban dispuestas las celdas de los frailes, de las que hoy apenas quedan huellas, ya que el espacio que ellas ocupaban, al carecer hoy de utilidad práctica, ha sido demolido en beneficio de habitaciones grandes en las que ejercer otras actividades, caso de la Escuela de Manualidades y la Escuela de Adultos, espacios convencionales sin mayor interés. Otras de las muchas habitaciones de la primera planta están vacías y corresponden a la intervención del provisional Instituto de Secundaria. 
Entre tanto, y tras la última intervención, solo queda intacto un pasillo, ya que el resto (y en la supuesta razón de ganar espacio) se eliminó al optarse por la comunicación entre habitación y habitación, es decir, unas con otras, por medio de puertas, lo que además de ser muy molesto y poco práctico, crea corrientes de aire. 
A la segunda y última planta del convento se accede por una escalera de un ramal a la que no tiene acceso el visitante (ya que la puerta de acceso está cerrada). Esta última planta es un enorme espacio vacío que quedó al margen de las intervenciones, por lo que aparece en su estado primitivo. Se destinó a funciones de almacén o granero, y carece estrictamente de cualquier interés visible. 
Desde el exterior, el convento aparece elevado sobre una colina, contando en su parte trasera con notables vistas, además de un disociado jardín destinado a la tercera edad (con sus pistas de petanca incluidas) dada la proximidad de una residencia de ancianos. Efectivamente, es ese carácter pretendidamente práctico el que lastra muchos de los atractivos del entorno del convento, no digamos ya de su interior.